# You're Still the One
«You're Still the One» (en español: «Sigues siendo el único») es una canción escrita, producida e interpretada por la cantautora canadiense Shania Twain. La canción fue escrita por la propia artista y su exmarido y productor Robert "Mutt" Lange, incluida en su tercer álbum de estudio Come on Over (1997). 
Se lanzó cómo tercer sencillo en las radio emisoras country y primer sencillo para los mercados internacionales y las radios pop en Estados Unidos a inicios de 1998. La balada, se convirtió en el mayor éxito de Twain en Estados Unidos, llegando al número dos de la lista Billboard Hot 100 (lista de sencillos más populares)
"You're Still the One", fue nominada a cuatro premios Grammy en 1999, de los cuales ganó dos en las categorías: "Mejor Canción Country" y "Mejor interpretación femenina de Música Country", perdió las categorías "Canción del Año" y "Grabación del Año" frente a "My Heart Will Go On" de Céline Dion.
La canción, se puede escuchar en el episodio "Dejar sin blanca", de la serie de televisión Los Soprano y en el episodio "Rivalidad entre hermanos", de la serie Padre de familia. El grupo de pop punk New Found Glory, grabó una versión de la canción. El cantante mexicano Rogelio Martínez, también grabó una versión en español en 1999 para su álbum Herido de amores.

## Historia y escritura
Cuando Twain y Lange se vieron sentimentalmente involucrados a mediados de la década de los noventa, surgieron críticas acerca de su relación, por la diferencia de edad y porque decían que Twain se había casado con Lange sólo para tener éxito en su carrera cómo cantante y por ende no esperaban que su relación durara muchos años. Sin embargo, la relación, fue capaz de sobrevivir y Shania en desacuerdo con esas críticas, quiso hacerle notar al público el éxito de su relación, por lo que escribió "You're Still the One". En ésta oda a la unión entre ella y Lange, Twain explica cómo se alegra de no haber escuchado a los críticos, porque si los hubieran escuchado, su relación habría desaparecido. Además, explica que no porque estén casados el romance ha muerto, sino que es tan fuerte como era antes.

## Vídeo musical
El videoclip de "You're Still the One" se filmó el 4 y 5 de diciembre de 1997 en Malibú y en Los Ángeles, California, bajo la dirección de David Hogan y se lanzó oficialmente el 26 de enero de 1998. El vídeo, se grabó completamente en blanco y negro y, en él, se puede ver a Shania caminando de noche en una playa con el modelo John Devoe (que también aparece en el videoclip de "That Don't Impress Me Much"). El vídeo, fue un gran éxito, convirtiéndose en el primero de Twain que no solo se transmitía en los canales country, sino que también fue promovido en Mtv, VH1 y MuchMusic. También,  ganó un premio Billboard y un premio de la cadena VH1 y fue nominado para un premio Mtv. Se hicieron dos versiones del videoclip, una con la versión original de la canción (versión country) que se lanzó en los canales dedicados a ese género musical, y otra con la versión internacional, que se lanzó en los canales pop. La versión internacional del vídeo, está disponible en el DVD de Twain The Platinum Collection.

## Recepción
"You're Still the One" debutó en el Billboard Hot Country Singles & Tracks en la semana del 24 de enero de 1998 en el número 75. Se mantuvo 24 semanas en la lista (su estancia más larga) y alcanzó su posición máxima el 2 de mayo de 1998 en el número uno, donde permaneció durante dos semanas. La canción, se convirtió en el sexto sencillo de Twain que llegaba al primer puesto en esta lista.
En las radios adulto-contemporáneas, "You're Still the One" debutó en la semana 14 de febrero de 1998 en el número 26. El sencillo, se mantuvo 82 semanas en la lista y llegó a un máximo del número uno en la semana del 27 de junio de 1998, donde permaneció durante ocho semanas consecutivas. Cómo fue el primer sencillo de Twain en lanzarse en estas radios, fue su primer número uno.
"You're Still the One", es el sencillo de Twain de mayor éxito en la lista Billboard Hot 100 (lista más importante en Estados Unidos. Debutó el 14 de febrero de 1998 (día de San Valentín) en el número 51. Se mantuvo 42 semanas en la lista y llegó a un máximo del número dos por nueve semanas no consecutivas. "You're Still the One", fue el tercer sencillo mejor vendido de 1998 en Estados Unidos.
Hasta la fecha, el sencillo comercial ha vendido más de un millón de copias sólo en Estados Unidos por lo que ha sido certificado de platino por la RIAA.
Internacionalmente, "You're Still the One" se convirtió en el primer sencillo de Twain que lograba alcanzar el top 10 en el Reino Unido, además de llegar al primer puesto en Australia y también ser top 10 en Taiwán y Países Bajos.

## Versiones de audio
- Versión Original (Versión Country) - 3:34
- Versión Internacional - 3:34
- Versión Original Radio Edit: 3:19
- Versión Internacional Radio Edit: 3:19
- Soul Solution Dance Radio Edit - 4:03
- Soul Solution Extended Club Mix - 8:42
- Soul Solution Percapella Dance Mix - 3:35
- Doug Beck Pleasure Dub - 6:09
- Kano Dub - 7:46
- Directo desde Dallas - 3:21
- Directo desde Up! Close and Personal - 3:28
- Directo desde Divas Live - 3.37
- Dúo con la cantante brasileña Paula Fernandes, una versión Porglish - 3.30

## Posicionamiento
| Listas                                       | Posiciones |
| -------------------------------------------- | ---------- |
| Australia ARIA Charts                        | 1          |
| Bélgica Ultratop 50 Singles Chart            | 16         |
| Canadá                                       | 2          |
| Canadá RPM Country Singles                   | 1          |
| Países Bajos                                 | 10         |
| Francia Chart                                | 51         |
| Alemania                                     | 68         |
| Japan Tokyo Hot 100                          | 16         |
| Suiza Chart                                  | 26         |
| Filipinas                                    | 1          |
| Taiwán                                       | 4          |
| Reino Unido                                  | 10         |
| EE.UU Billboard Hot Country Singles & Tracks | 1          |
| EE.UU Billboard Country Singles Sales        | 1          |
| EE.UU Billboard Adult Contemporary           | 1          |
| EE.UU Billboard Hot 100                      | 2          |
| EE.UU Billboard Hot Dance Singles Sales      | 3          |
| EE.UU Billboard Top 40 Mainstream            | 3          |
| EE.UU Billboard Adult Top 40                 | 6          |
| EE.UU Billboard Rhythmic Top 40              | 20         |
| EE.UU Billboard Hot Latin Tracks             | 37         |
| EE.UU Billboard Latin Pop Airplay            | 12         |
| EE.UU Billboard Latin Tropical Airplay       | 15         |
| EE.UU ARC Weekly Top 40                      | 2          |